# Charles D. Michener

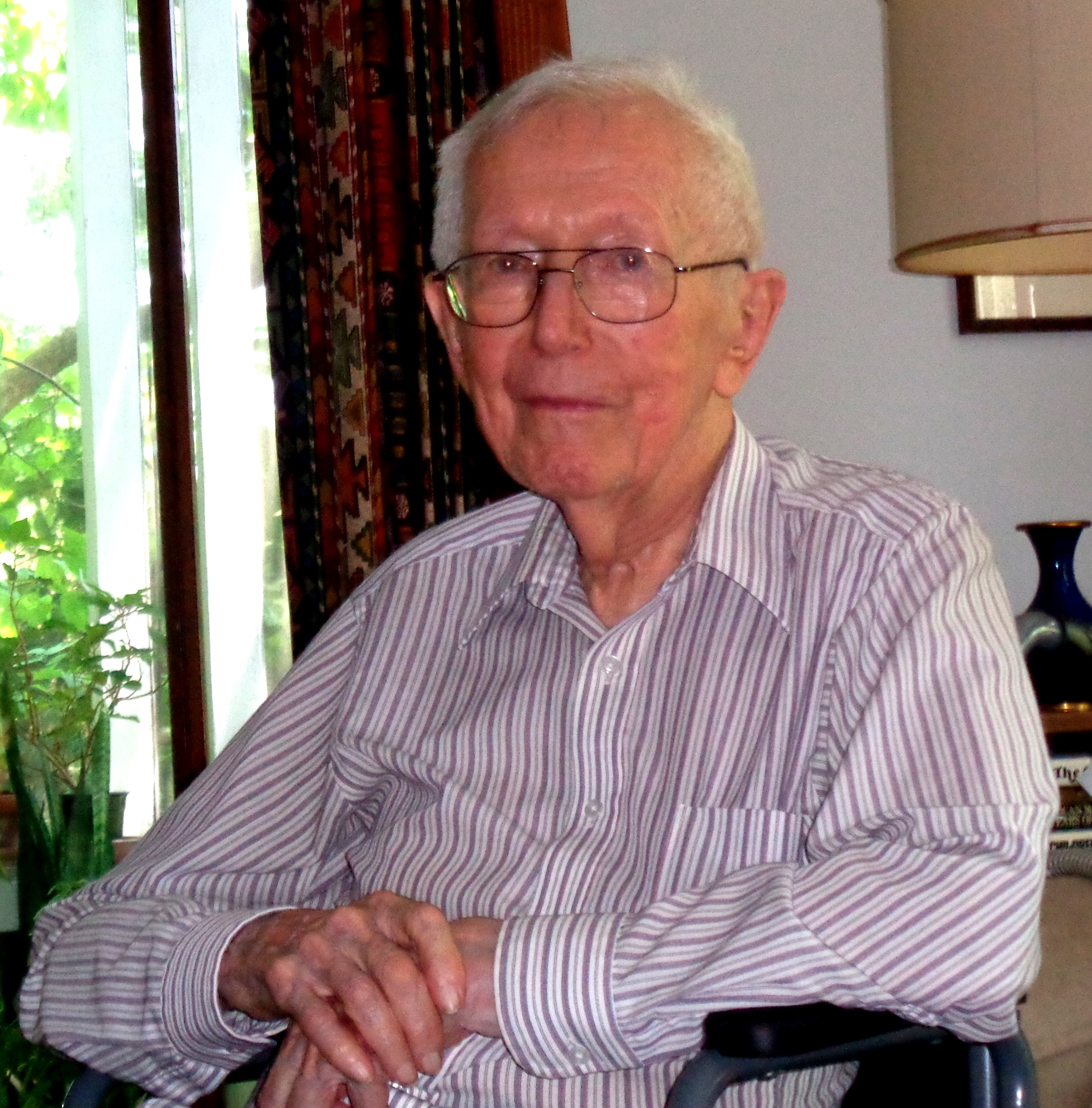
Charles D. Michener in 2015

Charles Duncan (Mitch) Michener (22 september 1918) - (1 november 2015) was een Amerikaans bioloog die vooral bekend is geworden door zijn werk op het gebied van allerlei soorten bijen. Zijn boek 'The Bees of the World' (2000) geldt internationaal als een standaardwerk.
Michener haalde zijn Bachelor of Science (BS) aan de Universiteit van Californië (UC) in 1939 en zijn Doctoraat (PhD) entomologie in 1941 aan dezelfde universiteit. In 1965 werd hij tot lid gekozen in de meest prestigieuze wetenschappelijke vereniging van de VS, de National Academy of Sciences.
Professor Michener is sinds 1989 emeritus hoogleraar in de entomologie, de taxonomie en ecologie, en emeritus-conservator van de Snow entomologische collectie aan de Universiteit van Kansas in de Verenigde Staten. Hij heeft vele prestigieuze wetenschappelijke functies voor nationale en internationale gezelschappen vervuld en is lid, erelid of fellow van veel wetenschappelijke verenigingen.
Hij werd op 6 november 2004 benoemd tot erelid van de NEV wegens zijn grote verdiensten voor het bijenonderzoek.